# L'Information psychiatrique
L'Information psychiatrique est une revue scientifique mensuelle, créée en 1945. Elle est la revue officielle du syndicat des psychiatres des hôpitaux (SPH).

## Présentation
L'Information psychiatrique est la revue clinique et professionnelle des psychiatres des hôpitaux. Elle s’adresse à l’ensemble des psychiatres libéraux et hospitaliers, ainsi qu'aux psychologues, paramédicaux, psychothérapeutes et professionnels de santé qui exercent dans le domaine médico-associatif. Fondée en 1945, elle a été le témoin opérant du mouvement dit de la « psychiatrie de secteur » en France. 
Elle publie des travaux originaux dont les axes majeurs sont la clinique, la psychopathologie, la thérapeutique et le cadre de soins. Elle aborde les questions d’éthique, de politique de soins, au carrefour des sciences humaines et des neurosciences. Dix numéros par an d'environ quatre-vingts pages sont édités.
Son fonctionnement obéit aux règles habituelles des revues scientifiques : lectures multiples et anonymes des articles originaux proposés, bibliographies selon la norme Vancouver et consignes contenues dans des instructions aux auteurs.
L'Information psychiatrique publie des dossiers constitués sur un thème d'actualité et comprend de nombreuses rubriques, telles « mémoires vives » (interviews), questions en formation, histoire de la psychiatrie, cas cliniques, questions ouvertes, e.psychiatrie, analyses et sélection de livres, agenda, éditorial, etc.
Depuis sa fondation, quatre rédacteurs en chef se sont succédé : Paul Bernard, rédacteur fondateur de 1945 à 1979 ; Pierre Noël de 1980 à 1997 ; Jean-Paul Liauzu de 1997 à 2002, et Thierry Trémine, rédacteur en chef depuis 2003.

## Diffusion
Elle publie dix numéros par an, et est présente sur le portail Cairn.info, depuis 2006.